# 福島氏
1. 福島氏（ふくしまし）→尾張系正則流
2. 摂津源氏山県氏族福島氏（くしまし）
3. 摂津源氏の源師光を祖とする福島氏（ふくしまし）
4. 河内源氏村上氏族福島氏
5. 諏訪氏族福島氏
6. 滋野氏族福島氏

## 福島氏（尾張国）
福島氏（ふくしまし）は、日本の氏族。
賤ヶ岳の七本槍のうちのひとり福島正則が有名。豊臣秀吉の子飼いとして活躍し、尾張国清洲24万石を領した。
この系統は清和源氏と自称した。なお、彼の父とされる市兵衛（正信）は尾張国のただの桶屋であったといわれる。
慶長5年（1600年）の関ヶ原の戦いでは、仲の悪い西軍主将石田三成を討つために、徳川家康方の東軍につき争った。結果東軍が勝利を収め、その功により安芸国広島藩49万8,200石を与えられた。
慶長19年（1614年）から慶長20年（1615年）に起こった大坂の陣の際、正則は「豊臣方に近い大名」と思われ危険視されていたために、江戸留守居役とされた。実際、一部の一門衆（正守・正鎮）は豊臣方に付いている。ただ、正則の弟で宇陀松山藩主の高晴は豊臣方に内通した嫌疑をかけられて改易されている。
元和5年（1619年）、正則は広島城の無断修繕を理由に改易され、信濃国高井野藩4万5,000石に移された。本多正純の謀略であったともいわれている。その後、寛永元年（1624年）に正則が死去した際、幕府の使者の到着前に遺体を火葬したとして高井野藩も改易された。
末裔（まつえい）は、2000石の旗本として徳川家に仕えた。現在の13代目当主は早稲田大学高等学院、早稲田大学専任講師の福島正秀である。
初代:福島正則から現当主:福島正秀までの系譜 ー実子 ---養子
福島正則ー忠勝---正利(忠勝の弟)---正勝(忠勝の嫡男:正長の子)ー正視---正森(由良貞長の子 母は福島正視の娘)ー正韶ー正聖(別名:正敷)ー正成ー正好ー正芳ー正章ー正秀
福島正則の末子 正友(正知)の系統
福島正友(正知)ー正良ー良知ー知英ー尚芳ー尚栄ー光方ー正武ー常人ー常雄ー建雄ー正雄ー卯三郎

## 福島氏（美濃国）
福島氏（ふくしまし）は、日本の氏族。
美濃国大野郡福島郷（現・岐阜県本巣市下福島）発祥で、摂津源氏山県氏国氏流の系統である。
室町時代に遠江国に移住して、福島正成の代に今川氏に仕えて、櫛間（くしま＝九島・久島氏）に改姓したという。遠江国高天神城を中心にし勢力を広げたが、花倉の乱において今川義元に敵対し敗北し、残党は岡部親綱、小笠原春義（春茂）に討滅され、一部は甲斐国に逃げ延びたが武田信虎に討たれ没落したとされる。
正成の子は北条氏綱の養子となり活躍した北条綱成（玉縄北条氏の祖）が著名である。綱成の家系は幕府旗本として家名を存続させている。 
なお、玉縄北条氏の前身の福島氏は今川氏の家臣の福島氏とは別の一族で、元々伊勢盛時（所謂「北条早雲」）に仕えていたともいわれている。また、盛時自身が今川氏の客将となっていた時期があり、今川氏の家臣である福島氏の中に盛時と行動を共にしてそのまま家臣になった者がおり、玉縄北条氏はその流れとも指摘されている。

## 福島氏（駿河国）
福島氏（くしまし）は、日本の氏族。前述の福島正成との関係は詳細不明。
室町時代に駿河国守護・今川範政の側近として名前が出るようになったのち、今川氏親の時代に助春が高天神城主となるなど今川氏の遠州攻略に重きをなした。しかし、大永元年（1521年）の上条河原の戦いで壊滅的な被害を受けたとされるほか、天文5年（1536年）の花倉の乱で玄広恵探を擁立して敗れた。
その後も、今川氏真の時代まで三河支配に貢献するなど今川氏を支えており、為基の家系は徳川氏に仕えて旗本になった。

## 福島氏（摂津国）
福島氏（ふくしまし）は、日本の氏族。
上記の美濃福島氏と同様に摂津源氏の流れをくむ源頼国の八男・師光を祖とする一族。平安時代後期より摂津国西成郡福島荘（現在の大阪市福島区福島付近）を本拠とした。

## 福島氏（信濃国）
福島氏（ふくしまし）は、日本の氏族。
信濃国筑摩郡福島村にも福島氏が存在する。河内源氏村上氏流があり、福島安正はこの系統に属する。その他にも、諏訪氏流、滋野氏流の福島氏も存在する。